# Franz Lachner
Pour les articles homonymes, voir Lachner.
Franz Paul Lachner est un compositeur et chef d'orchestre bavarois, né à Rain-am-Lech le 2 avril 1803 – mort à Munich le 20 janvier 1890.

## Biographie
Lachner naquit à Rain-am-Lech dans une famille de musiciens. Son père Anton Lachner était organiste municipal et ses frères Ignaz, Theodor et Vinzenz furent aussi des musiciens. Il étudia la musique avec Simon Sechter et Maximilian Stadler. Il devint ami intime de Franz Schubert et fit la connaissance de Ludwig van Beethoven. En 1823, il obtint un poste d'organiste à l'église luthérienne. Il fut chef d'orchestre assistant au Theater am Kärntnertor à Vienne (1827-1829), puis premier chef (1829-1834). En 1834, il devint Kapellmeister à Mannheim (1834-1836). En 1835, il reçut à Vienne le premier prix pour une composition symphonique avec sa Sinfonia passionata, et fut nommé Kapellmeister royal à Munich (1836-1865), devenant une figure majeure dans la vie musicale de la ville. Il dirigeait les représentations à l'opéra ainsi que les différents concerts et festivals. Sa carrière connut un déclin soudain en 1864, lorsque Hans von Bülow, un disciple de Richard Wagner, se vit confier ses différentes charges. Lachner resta officiellement à son poste en congé prolongé jusqu'à ce que son contrat expire.
Mort à Munich, il y fut enterré à l'Ancien cimetière du Sud (buste de Michael Wagmüller).

## Œuvres
- Symphonies
  - Symphonie no 1 en mi bémol majeur op.  (1828)
  - Symphonie no 2 en fa majeur (1833)
  - Symphonie no 3 en ré mineur op. 41 (1834)
  - Symphonie no 4 en mi majeur (1834)

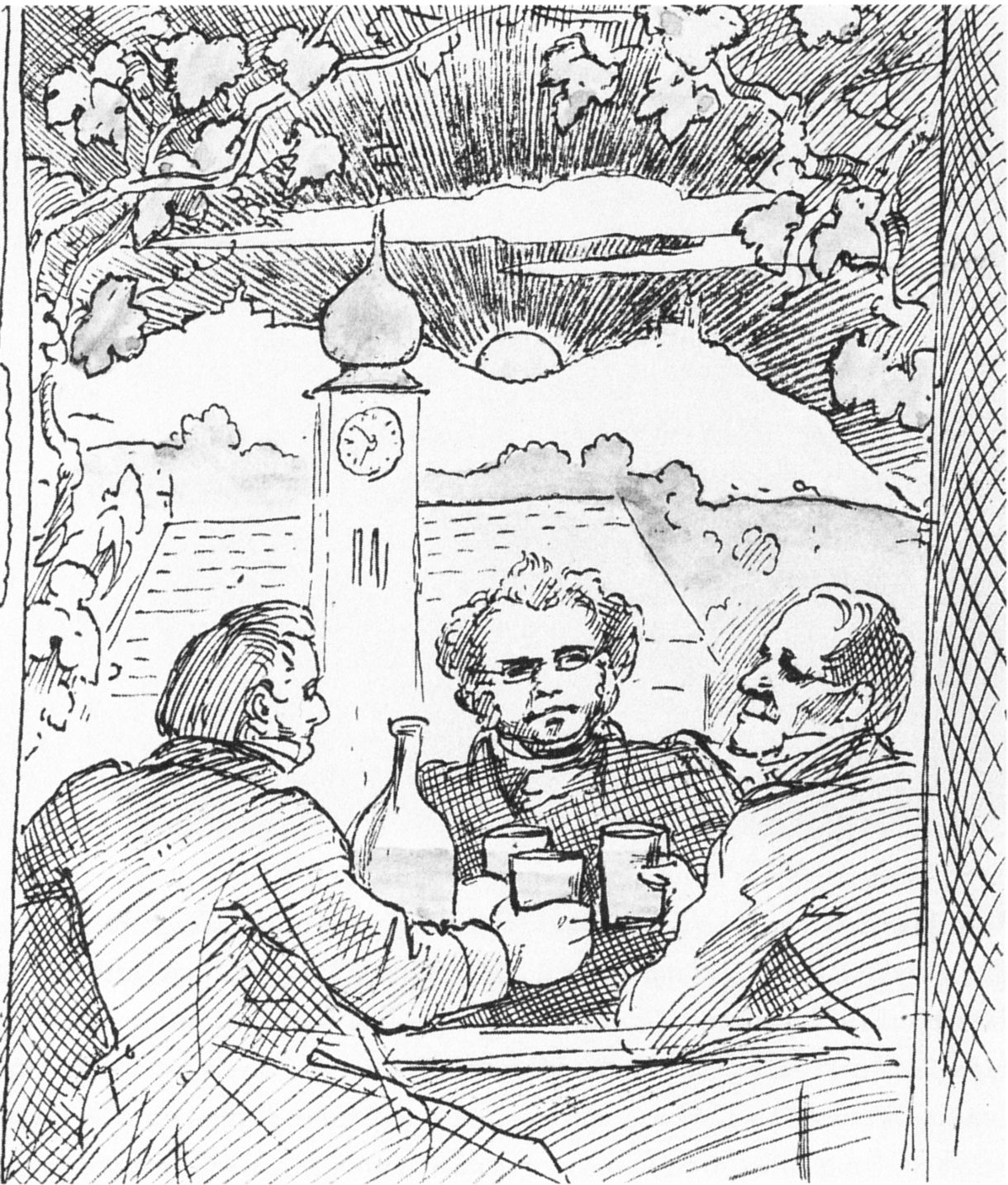
Franz Lachner (à gauche), avec Franz Schubert et Eduard von Bauernfeld (dessin de Moritz von Schwind, 1862).

  - Symphonie no 5 en ut mineur Preis-Symphonie (aussi Sinfonia passionata) op. 52 (1835)
  - Symphonie no 6 en ré majeur op. 56 (1837)
  - Symphonie no 7 en ré mineur op. 58 (1839)
  - Symphonie no 8 en sol mineur op. 100 (1851)

- Suites d’orchestre
  - Suite no 1 en ré mineur op. 113 (1861)
  - Suite no 2 en mi mineur op. 115 (1862)
  - Suite no 3 en fa mineur op. 122 (1864)
  - Suite no 4 en mi bémol majeur op. 129 (1865)
  - Suite no 5 en ut mineur op. 135 (1868)
  - Suite no 6 en ut majeur op. 150 (1871)
  - Suite no 7 en ré mineur op. 190 (1881)

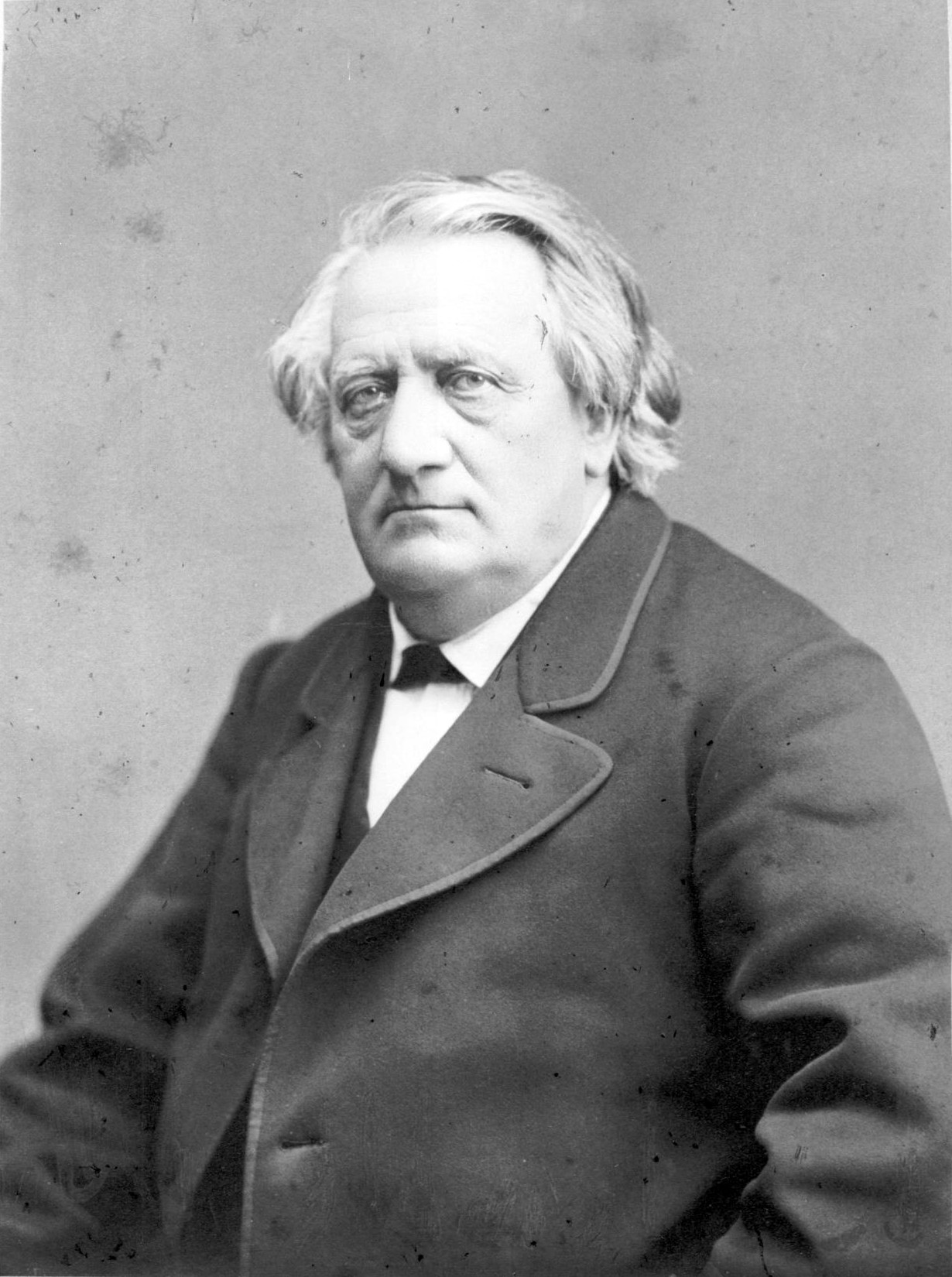
Franz Lachner, portrait par Fritz Luckhardt.

  - Ball-Suite en ré majeur op. 170 (1874)
- Concertos
  - Concerto pour harpe en ut mineur (1828)
  - Concerto pour harpe en ré mineur (1833)
  - Concerto pour flûte en ré mineur (1832)
- Musique de chambre
  - Trio avec piano no 1 en mi majeur (1828)
  - Trio avec piano no 2 en ut mineur (1829)
  - Trio pour piano, clarinette et cor en si majeur (1830)
  - Quatuor à cordes no 1 si mineur op. 75 (1843)
  - Quatuor à cordes no 2 la majeur op. 76 (1843)
  - Quatuor à cordes no 3 en mi bémol majeur op. 77 (1843)
  - Quatuor à cordes no 4 en ré mineur op. 120 (1849)
  - Quatuor à cordes no 5 en sol majeur op. 169 (1849)
  - Quatuor à cordes no 6 en mi mineur op. 173 (1850)
  - Serenade en sol majeur pour 4 Violoncelles (1829)
  - Elegie en fa dièse mineur pour 5 Violoncelles op. 160 (1834)
  - Quintette à cordes en ut mineur op. 121 (1834)
  - Quintette avec piano no 1 en la mineur op. 139 (1868)
  - Quintette avec piano no 2 en ut mineur op. 145 (1869)
  - Quintette à vent no 1 en fa majeur (1823)
  - Quintette à vent no 2 en mi bémol majeur (1829)
  - Septuor en mi bémol majeur (1824)
  - Octuor en si bémol majeur, op. 156 (1850)
  - Nonette en fa majeur (1875)
  - Andante en la bémol majeur pour instruments à vent (1833)
  - 3 Lieder ohne Worte pour Harpe (1856)
- Musique pour piano
  - Sonate en la mineur (1824)
  - Sonate en fa dièse mineur op. 2 (1825)
  - Sonate en fa majeur op. 25 (1827)
  - Suite en ut mineur op. 142 (1868)
  - 6 Lieder ohne Worte op. 109 (1856)
  - Sonate pour piano à 4 mains en ut mineur op. 20 (1827)
  - Sonate pour piano à 4 mains en ré mineur op. 39 (1832)
  - Fantasie en la bémol majeur pour piano à 4 mains.
  - Variations en mi mineur pour piano à 4 mains, op. 138 (1868)
  - Momento capriccioso en la mineur pour piano à 4 mains. op. 3 (1824)
  - 3 Scherzi pour piano à 4 mains, op. 26 (1829)
  - Nocturne op. 22 (1829)
- Musique d’orgue
  - Sonate en fa mineur op. 175
  - Sonate en ut mineur op. 176
  - Sonate en la mineur op. 177
- Musique Vocale
  - Die vier Menschenalter. cantate op. 31 (1829)
  - Moses. Oratorio op. 45 (1833)
  - 8 Messes
  - Requiem op. 146
- Lieder
  - Sängerfahrt op. 33
  - Frauenliebe und Leben op. 59
  - environ 200 autres Lieder
- Opéras
  - Die Bürgschaft (1828, créé le 30 octobre 1829)
  - Alidia (créé à Munich le 12 avril 1839)
  - Catarina Cornaro (créé à Munich le 3 décembre 1841)
  - Benvenuto Cellini (créé à Munich le 7 octobre 1849)
- Musique de scène
  - Lanassa (1830)
  - König Ödipus (1852)